# アベルメクチン
アベルメクチン（Avermectin）は、16員環ラクトン（マクロライド）化合物の一群であり、駆虫活性および殺虫活性を有している。土壌中の放線菌の一種Streptomyces avermitilis の産生物である。4組8種の化合物が知られており、それぞれA1a、A1b、A2a、A2b、B1a、B1b、B2a、B2bと命名されている。主産生物（A群）および副産生物（B群）の産生量の比は、8：2 - 9：1である。このうちB1aとB1bの混合物がアバメクチン(Abamectin)である。アベルメクチンを基に合成された駆虫薬には、イベルメクチン、セラメクチン、ドラメクチンがある。2015年のノーベル生理学・医学賞は、アベルメクチンの発見を含む寄生虫感染症治療法の開発を評してウイリアム・キャンベルおよび大村智に、また、アルテミシニン発見を含むマラリア感染症治療を評して屠呦呦に送られた。

## 開発の経緯
1979年、北里研究所により静岡県伊東市川奈の土壌から放線菌が分離された。その後放線菌は製薬企業の研究所に送られ、種々の培養液で慎重な環境制御下で培養され、マウスに寄生した寄生性線虫Nematospiroides dubius の駆虫効果があり、しかも少なくとも8倍の範囲内の用量において毒性がないことが確認された。それに続き、この駆虫効果は互いに密接に関係する化合物群がもたらす事が明らかとなって来た。その化合物群は最終的に新たな化合物として同定され、1979年に報告された。
2002年、北里大学北里生命科学研究所および北里研究所が、ストレプトマイセス・アベルミティリス（Streptomyces avermitilis）からストレプトミセス属放線菌（ストレプトミセス・アベルメクチニウス、Streptomyces avermectinius） を分離することを提案した。

## 齧歯動物毛皮へのダニ寄生に関するアベルメクチン治療
一般に治療に際してはアベルメクチンは経口投与または局所（外用）投与される。蚤駆除の場合は感染部に滴下投与される。家畜の線形動物や節足動物感染症に300µg/kg以下で広範囲な有効性を示す。対してイベルメクチンはヒト、ウマ、愛玩動物等の多くの動物種に200µg/kgの投与量で用いられる。マクロライド系抗生物質やポリエン系抗真菌薬とは異なり、抗細菌作用や抗真菌作用は持たない。

## 作用機序
アベルメクチンは無脊椎動物に特有のグルタミン酸作動性塩化物イオンチャネルでのグルタミン酸の働きを阻害する事で神経細胞および筋細胞への電気的シグナルを遮断する。γ-アミノ酪酸（GABA）受容体にも弱い効果を持つ。これにより細胞内の塩化物イオンの移動が妨げられ、無脊椎動物の神経・筋肉系に過分極と麻痺を引き起こす。一方、哺乳類ではグルタミン酸作動性塩化物イオンチャネルを持たないので、同用量では毒性を示さない。GABA受容体によって制御される塩素イオンチャネルに加えて、アベルメクチンは他のリガンドによって制御される塩素イオンチャネルにも影響を与える可能性がある。例えば、アベルメクチンは、バッタの筋線維（非GABA神経支配）の膜コンダクタンスの不可逆的な増加を誘発することができる。

## 毒性・副作用
アベルメクチンへの耐性が報告され、使用量を減ずるべきであることが示唆された。イベルメクチン・ピペラジン・ジクロルボスの併用療法でも毒性の可能性が指摘された。アベルメクチンは腫瘍壊死因子、一酸化窒素、プロスタグランジンE2のリポ多糖誘導性分泌を遮断し、Ca2+の細胞内濃度を増加させる。
副作用は多くの場合一過性であるが、過量投与で稀に重篤な昏睡、低血圧、呼吸不全を起こし死に至る可能性がある。特定の解毒療法はないが、症状を適切に管理すれば通常は予後良好である。

## アベルメクチンの生合成

アベルメクチンの生合成経路

アベルメクチンを合成する酵素の遺伝子群がStreptomyces avermitilis で解析された。アベルメクチン合成酵素群は次の4段階の反応を進める。1）ポリケチド合成酵素（PKS）によるアグリコン部の合成、2）アグリコンの修飾、3）糖側鎖の合成と修飾、4）アグリコンの糖化 である。この遺伝子群で構造が微妙に異なる8つのアベルメクチン全てを合成する。

アベルメクチンのポリケチド合成の過程。左から右へ側鎖が伸長し最後に環化する。

アベルメクチンアグリコンは、4種のポリケチド合成酵素（AVES 1、AVES 2、AVES 3、AVES 4）で合成される。この酵素複合体はI型ポリケチド合成酵素と同じ活性を持つ。2-メチルブチリルCoAあるいはイソブチリルCoAが出発原料となり、7つのアセテート単位および5つのプロピオネート単位を縮合して、アベルメクチン“a”系列あるいは“b”系列が合成される。伸長が終了した初期アグリコンはAVES 4のチオエステル結合を分子内ラクトン化反応で置き換えられて切り離される。
アベルメクチンの初期アグリコンは他のアベルメクチン生合成酵素群でさらに修飾される。AveEはシトクロムP450のモノオキシゲナーゼ活性を有し、C6とC8の間でフラン環を形成する。AveFはNAD(P)H依存性ケトレダクターゼ活性を有し、C5のケト基をヒドロキシル基に還元する。AveCはモジュール2がデヒドラターゼ活性を持ちC22とC23の結合に影響するが、機序は確定していない。AveDはSAM依存性C5-0-メチル転移酵素活性を持つ。AveCならびにAveDが作用するか否かでアベルメクチンが“A”または“B”系列になるか、あるいは1または2系列になるかが決定する。
糖鎖の合成および糖化については、AveA4の下流に位置する9つの部位（orf1とaveBI〜BVIII）が関与している。AveBII〜BVIIIはdTDP-L-オレアンドロースを合成し、AveBIはアグリコンをdTDP-糖で糖化している。遺伝子orf1から生成される酵素はレダクターゼ活性を持つと思われるが、合成のどの過程に関与しているかは定かではない。

## 他の用途
アバメクチンは蟻駆除用のエサの成分として使用されている。